# Airaphilus filiformis
Airaphilus filiformis es una especie de coleóptero de la familia Silvanidae.

## Distribución geográfica
Habita en España y Portugal.